# Iso-Värjä
Iso-Värjä är en ö i Finland. Den ligger i Skärgårdshavet och i kommunen Gustavs i den ekonomiska regionen  Nystadsregionen i landskapet Egentliga Finland, i den sydvästra delen av landet. Ön ligger omkring 55 kilometer väster om Åbo och omkring 210 kilometer väster om Helsingfors.
Öns area är 1 hektar och dess största längd är 150 meter i nord-sydlig riktning. I omgivningarna runt Iso-Värjä växer i huvudsak barrskog.